# Латюк Марія Андріївна
Марі́я Андрі́ївна Латю́к (1 січня 1924, село Цвіклівці, тепер Кам'янець-Подільського району Хмельницької області — 10 вересня 1995) — українська радянська діячка, доярка колгоспу імені Калініна Кам'янець-Подільського району Хмельницької області. Герой Соціалістичної Праці (28.02.1958). Депутат Верховної Ради СРСР 5-го скликання (1958—1962).

## Біографія
Народилася 1 січня 1924 року в селі Цвіклівці (нині це два села — Цвіклівці Перші та Цвіклівці Другі Кам'янець-Подільського району Хмельницької області) в селянській родині.
1932 року пішла до школи. 1939 року закінчила семирічну школи в рідному селі та пішла працювати до колгоспу імені Калініна. Працювала в рільничій бригаді, а після визволення села від німецьких загарбників — у виноградарській бригаді.
Від 1954 року працювала дояркою, завідувачем Цвікловецької молочнотоварної ферми колгоспу імені Калініна (центральна садиба в селі Руда) Кам'янець-Подільського району Хмельницької області.
1957 року надоїла від кожної корови по 7040 літрів молока . 28 лютого 1958 року Марії Андріївні Латюк за одержання високих надоїв молока присвоєно звання Героя Соціалістичної Праці.
Член КПРС. Обиралась депутатом Верховної Ради СРСР, делегатом XXII з'їзду КПРС.
Померла 10 вересня 1995 року. Похована в селі Цвіклівці.

## Нагороди
- Герой Соціалістичної Праці (26.02.1958)
- орден Леніна (26.02.1958)
- орден Трудового Червоного Прапора
- медалі